# Isidor H. Groß
Isidor H. Groß, Pseudonym Grossi, (24. Jänner 1864 in Wien – 11. August 1914 in Kritzendorf bei Wien) war ein österreichischer Theaterschauspieler und Opernregisseur.

## Leben
Isidor H. Groß arbeitete zunächst in einer Bank, wo er bis zum Disponenten aufstieg. Nachdem seine Bank während einer wirtschaftlichen Krise bankrottging, beschloss er seiner Neigung zur Bühne nachzugehen. Er debütierte in einer Nachmittagsvorstellung am Theater an der Wien unter dem Namen „Grossi“ im Jahr 1871. Seine eigentliche Laufbahn startete in Budweis, danach war er in Breslau, Frankfurt, Nürnberg und Heidelberg. 
Danach wirkte er bis 1892 an verschiedenen österreichischen Provinztheaters als Opern- und Operettenregisseur. Ab 1892 war er Regisseur der Oper und Operette am Deutschen Landestheater in Prag. Ab 1896 war er am Theater in der Josefstadt als Regisseur beschäftigt, betätigte sich aber auch in humoristisch chargierten Rollen. Ab 1909 war er Oberregisseur am Apollo-Theater.